# Phil Dunster
Philip James Dunster (Northampton, 1992. március 31. –) angol színész.
Főként televíziós sorozatokból ismert: feltűnt a Válaszcsapás (2017–2018), a Humans (2018), a The Trouble with Maggie Cole (2020), a Ted Lasso (2020–2023) és Az ördög órája (2022) epizódjaiban.
A Ted Lasso című vígjátéksorozattal 2023-ban Primetime Emmy-díjra jelölték, mint legjobb férfi mellékszereplőt.

## Fiatalkora és tanulmányai
Northamptonban született. A readingi Leighton Park School magániskola tanulója volt, itt számos iskolai színdarabban fellépett. Gyerekkorában a rögbi iránt is érdeklődött, de testalkata miatt úgy érezte, erre nem alkalmas. A hadseregnél dolgozó apja és bátyja példáját követve egy ideig a katonai pályafutás gondolata is foglalkoztatta.
A Bristol Old Vic Theatre School drámaiskola hallgatója lett, ahol 2014-ben szerzett BA diplomát.

## Magánélete
A futball rajongójaként az AFC Wimbledon támogatója.

## Filmográfia

### Film
| Év   | Magyar cím                      | Eredeti cím                  | Szerep                 | Megjegyzések               |
| ---- | ------------------------------- | ---------------------------- | ---------------------- | -------------------------- |
| 2013 |                                 | The Film-Maker's Son         | Big Robbie             |                            |
| 2015 |                                 | The Rise of the Krays        | Dickie Baker           |                            |
| 2015 |                                 | Shadows                      | kocogó                 | rövidfilm                  |
| 2016 |                                 | The Fall of the Krays        | Dickie Baker           |                            |
| 2017 |                                 | Megan Leavey                 | Coletta                |                            |
| 2017 | Gyilkosság az Orient expresszen | Murder on the Orient Express | John Armstrong ezredes |                            |
| 2018 | Színház a világ                 | All Is True                  | Henry, diák            |                            |
| 2019 | Judy                            | Judy                         | Ben                    |                            |
| 2019 | A hazugság művészete            | The Good Liar                | Roy Courtnay (1948)    | magyar hangja: Rada Bálint |
| 2022 |                                 | Pragma                       | Jack Hurt              | rövidfilm filmproducer     |
| 2022 |                                 | Panda                        | ismeretlen szerep      | rövidfilm                  |
| 2024 |                                 | Idiomatic                    | Alex                   | rövidfilm rendező és író   |

### Televízió
| Év        | Magyar cím               | Eredeti cím                           | Szerep                   | Megjegyzések                              |
| --------- | ------------------------ | ------------------------------------- | ------------------------ | ----------------------------------------- |
| 2015–2017 |                          | Catastrophe                           | Nico                     | 2 epizód                                  |
| 2016      | A szerencse ára          | Stan Lee's Lucky Man                  | JC                       | - 2 epizód - magyar hangja: - Gacsal Ádám |
| 2017      |                          | Benidorm                              | Ryan                     | 1 epizód                                  |
| 2017      | A narancs inges férfi    | Man in an Orange Shirt                | Bruno                    | - 1 epizód - magyar hangja: - Rada Bálint |
| 2017–2018 | Válaszcsapás             | Strike Back                           | Will Jensen őrvezető     | főszereplő (8 epizód)                     |
| 2018      |                          | Save Me                               | BJ McGory                | visszatérő szereplő (5 epizód)            |
| 2018      |                          | Humans                                | Tristan                  | visszatérő szereplő (6 epizód)            |
| 2018      | Manchester sötét oldalán | No Offence                            | Pembroke főfelügyelő     | 2 epizód                                  |
| 2019      | Nagy Katalin             | Catherine the Great                   | Andrej Razumovszkij gróf | minisorozat (2 epizód)                    |
| 2020      | Drakula                  | Dracula                               | Quincey Morris           | minisorozat (1 epizód)                    |
| 2020      |                          | The Trouble with Maggie Cole          | Jamie Cole               | főszereplő (6 epizód)                     |
| 2020–2023 | Ted Lasso                | Ted Lasso                             | Jamie Tartt              | főszereplő (34 epizód)                    |
| 2022      |                          | Ten Percent                           | Jordan O’Connor          | 1 epizód                                  |
| 2022–     | Az ördög órája           | The Devil's Hour                      | Mike Stevens             | főszereplő                                |
| 2023      |                          | Hannah Waddingham: Home for Christmas | önmaga                   | különkiadás                               |

## Fordítás
- Ez a szócikk részben vagy egészben  a   Phil Dunster című angol Wikipédia-szócikk ezen változatának fordításán alapul.  Az eredeti cikk szerkesztőit annak laptörténete sorolja fel. Ez a jelzés csupán a megfogalmazás eredetét és a szerzői jogokat jelzi, nem szolgál a cikkben szereplő információk forrásmegjelöléseként.